# Wild Young Hearts
Wild Young Hearts es el segundo álbum de estudio de la banda británica de indie rock, Noisettes. Fue lanzado el 20 de abril del 2009 en el Reino Unido, y el 22 de septiembre del 2009 en los Estados Unidos.

## Lista de canciones
1. "Sometimes" - 4:06
2. "Don't Upset The Rhythm (Go Baby Go)" - 3:49
3. "Wild Young Hearts" - 2:58
4. "24 Hours" - 3:50
5. "Every Now And Then" - 3:43
6. "Beat Of My Heart" - 3:26
7. "Atticus" - 4:18
8. "Never Forget You" - 3:12
9. "So Complicated" - 3:10
10. "Saturday Night" - 3:16
11. "Cheap Kicks" - 4:48

Bonus track
1. "Ill Will" - 5:28 (Bonus Track disponible en iTunes)

## Lista en los Estados Unidos
1. "Wild Young Hearts" -	 2:57
2. "Don't Upset The Rhythm (Go Baby Go)" -	3:42
3. "Never Forget You" -	3:11
4. "Saturday Night" -	3:15
5. "Atticus" -	4:17
6. "Every Now And Then" -	3:42
7. "24 Hours" -	3:50
8. "Beat Of My Heart" -	3:24
9. "Sometimes" -	4:07
10. "Cheap Kicks" -	4:39

## Posicionamiento de sencillos
| Sencillo                 | Fecha de Lanzamiento    | Posición en las listas de RU |
| ------------------------ | ----------------------- | ---------------------------- |
| "Wild Young Hearts"      | 29 de diciembre de 2008 | 91                           |
| "Don't Upset the Rhythm" | 23 de marzo de 2009     | 2                            |
| "Never Forget You"       | 21 de junio de 2009     | 20                           |

## Posicionamiento del álbum
| País | Fecha de Lanzamiento     | Posición en las listas de RU | Certificación (Ventas) |
| ---- | ------------------------ | ---------------------------- | ---------------------- |
| UK   | 20 de abril de 2009      | 7                            | 122 000                |
| IRE  | 17 de abril de 2009      | 36                           |                        |
| USA  | 30 de septiembre de 2009 | 98                           | 8000                   |